# Apolinary Józefowicz
Apolinary Józefowicz (zamordowany 1 sierpnia 1946 roku) – komendant Batalionów Chłopskich na powiat miechowski, zamordowany przez bojówkę PPR.